# 名鉄ニューグランドホテル
名鉄ニューグランドホテル（めいてつニューグランドホテル）は、愛知県名古屋市中村区椿町6-9にあった、名鉄グループの株式会社名鉄グランドホテルが運営していたシティホテルである。1985年11月15日開業、2022年2月28日営業終了。

## 概要
名鉄グランドホテルの別館的な形で名古屋駅西口の再開発ビル「ニッセイ名古屋駅西ビル」の上層階に進出したシティホテル。1階にカフェがあり、ロビーのソファーなどはない。
名古屋駅太閤口からは地下街エスカやビックカメラ名古屋駅西店（旧：生活創庫）を経由して直結していた。
しかし運営する名鉄グランドホテルは新型コロナの稼働率低下で賃貸契約を更新しないことを決定し、2022年2月28日で閉館した。

## 備考
- 2007年4月から朝食を洋軽食にして、値段を1500円から800円に値下げした。
- 2011年に全面リニューアル。